# Тактилно поплочавање
Тактилно поплочавање (такође се зове тактилно насеље, Брајеви блокови, тактилне плоче, плоче за слабовиде, блок тензиди) — то је систем текстуираних површинских индикатора који се налазе на тротоарима, степеницама и платформама железничких станица, како би се помогла оријентација у простору пешацима са оштећењем вида.
Тактилна упозорења имају карактеристичну површинску шару у облику паралелних линија или у облику конвексних тачака коју слабовида особа идентификује помоћу дугог штапа или стопалима. Овај систем се користи за упозоравање слабовидних особа о прилазу улицама и опасним променама на површини или падинама. Постоји неслагање између дизајнера и корисника ових система у вези са тим да ли инсталирање овог система у зграде може проузроковати ризик од спотицања преко њега.
Тактилни систем поплочавања је изумљен и први пут уведен у Јапану на пешачким прелазима и другим опасним локацијама на путу. У Великој Британији, Аустралији и Сједињеним Државама почело је увођење овог система почетком деведесетих. Канада је почела да укључује оваква решења у свој транспортни систем, прво током 1990-их, а затим је употребу проширила почетком 2000-их.

## Развој и употреба
Тактилни премаз развио је јапански инжењер и проналазач Сеићи Мијаке (јап. 三宅精一) 1965. године и назвао га "Брајев блок". Две године касније, 18. марта 1967. године, у улици у граду Окајама, префектура Окајама, испред школе за слепе која се налази у округу Нака, 4-16-53 Хараошима, „постављени су први пут у свету блокови са Брајевим писмом”, како би се помогло оријентацији у простору особама са оштећењима вида. Јарка боја Брајевих блокова видљива је особама са слабим видом и когнитивним оштећењима.
Десет година касније, због својих безбедносних и навигационих предности, употреба тактилног премаза постала је обавезна за Јапанске државне железнице. Тактилни премаз брзо се проширио након што су га јапанске Националне железнице прихватиле. 1985. године систем је званично назван „Блокови за навигацију слабовидних особа“ (視覚障害者誘導用). Постоје две главне врсте тактилног премаза: „линеарни водећи блок“ у коме конвексне, паралелне водеће линије смештене на блоку означавају смер кретања, и „тачка упозорења“ у којој конвексне тачке смештене на блоку упозоравају на опасност од даљег померања. Постоји паралелни распоред (квадратни распоред, решеткасти распоред) и распоред шаховнице (дијагонални распоред) конвексних тачака у „блоку упозорења“. Поред тога, број избочења „линеарног водилног блока“ може бити три, пет, итд. У неким се земљама могу користити блокови посебног облика, тако да се у Шведској конкавни блокови могу користити уместо конвексних избочења како би се избегао утицај радова уклањања снега.
Многе врсте тактилних превлака су направљене и инсталиране као експеримент. То је довело до ситуација које могу збунити људе са оштећењима вида, као и старије људе. Обично се боја плочица користи за проверу исправног смера. Ако боја није нормална, може доћи до збрке. То је довело до стандардизације система широм Јапана.
Тренутно се употреба тактилних премаза дистрибуира широм света. Многи Брајеви блокови су постављени на станицама подземне железнице и на тротоару у Сеулу, Република Кореја. Инсталација у Сеулу је сложенија него у Јапану, јер површина различитих тротоара у Сеулу није равна, тако да постоји много места на којима значење Брајевих блокова није јасно пренето.
Тактилни премаз постављен је у сваки објекат који је коришћен на Летњим олимпијским играма у Сиднеју 2000. године и који се широко проширио у аустралијском јавном превозу. Овај тренд се почео ширити у Великој Британији, САД-у и широм света.
Данас су у Јапану жути Брајеви блокови свеприсутни. Инсталирани су у градовима, местима и селима како би се помогло оријентацији у простору особама са оштећењем вида: у административним, јавним и пословним зградама и на улици око њих, на тротоару уз саобраћајнице, на пешачким прелазима, степеницама, покретним степеницама, рампама, станицама јавни превоз, перонске станице итд. Из естетских разлога, на пример, испред хотела, њихова боја може бити нестандардна да би се подударала са бојом површине пута или каменог пода. Понекад Брајеви блокови имају конвексне траке или тачкице направљене од челика.

## Тачка упозорења
Овај систем се користи за пешачке прелазе. Сврха конвексних тачака на површини је упозорити људе са оштећењем вида који иначе, у недостатку промене висине > 25 мм, не би могли да разликују где се пешачка стаза завршава и коловоз почиње. Стога је ова површина важан сигурносни елемент за ову групу учесника у саобраћају на пјешачким прелазима, гдје је пјешачка стаза на истом нивоу с коловозом, тако да инвалидска колица могу без препрека да пређу цесту. Профил точкастих блокова упозорења састоји се од редова равних конвексних тачака. Систем упозорења на тачки такође се користи на ивици железничких перона да би се људима са оштећењем вида саопштило да се приближавају ивици перона. Тачкасти блокови упозорења могу бити израђени од било којег погодног материјала за површину пута и могу бити било које боје, али који пружа добар контраст са околном позадином како би се људима са слабим видом помогло да се крећу платформом. Систем тачака упозорења треба да буде постављен на железничким станицама паралелним са ивицом перона и на удаљености од најмање 500 мм од ивице перона. Никада га не треба постављати ближе ивици платформе већој од 500 мм, јер особе са оштећењима вида можда немају довољно времена да се зауставе када пронађу тачке упозорења. Систем упозоравања на тачке користи се и за упозорење људима са оштећењем вида на одређене опасности: степенице, железнички прелази или приближавање ивици перона. Такође се широко користи дуж тротоара пре пешачких прелаза. Најчешће, систем блок-упозорења обавештава људе са оштећењима вида „опасност, заустави се, буди опрезан“. Тамо где је на железничким станицама уграђен хоризонтални систем лифтова, блокови упозоравања постављени су на перонима, само у приступним зонама возовима.

## Линеарни водећи блок
Сврха овог система је да води људе са оштећењем вида на сигурној рути када традиционални знакови, попут границе, слабо разликују или не постоје. Такође се може користити за усмеравање особа са оштећењима вида, попут уличног намештаја у пешачком делу. Подлога је дизајнирана тако да људи могу да се крећу по простору, ходајући ногама по тактилној површини или држећи у контакту с њом дугу белу трску. Линеарно водећи блокови изгледају као блокови са редовима конвексних, паралелно вођених равни са равним врхом, што указује на смер кретања за особе са оштећењима вида. Траке висине 5,5 мм (± 0,5 мм) и ширине 35 мм трче се на удаљености од 45 мм једна од друге. Линеарни водилни блокови могу бити израђени од било којег погодног материјала за површину пута и могу бити било које боје, али који пружа добар контраст са околном позадином како би се људима са слабим видом помогло да се крећу у простору. Систем блокова линеарног усмјеравања се такође користи тамо гдје се особе са оштећењем вида требају кретати око препрека, гдје требају пронаћи одређено мјесто, зграду, установу, уред. Тамо где се систем линеарних блок-водича такође користи заједно са системом блокаде упозорења на железничким станицама како би се помогло особама са оштећењима вида да се оријентишу на перону. Људима са оштећењима вида омогућава да одреде на којој се страни система тачака упозорења налазе, са унутрашњости сигурне стране или са спољне ивице платформе. У овом случају, систем линеарних водећих блокова изгледа у облику блокова са једним низом дасака с равним врхом. Инсталиран је у близини система тачака упозорења на унутрашњој страни платформе.

## Улога боје и контраста
Смјернице Министарства саобраћаја Уједињеног Краљевства за постављање и употребу тактилног колника стављају велики нагласак на улогу контраста. У приручнику се више пута наводи да треба изабрати тактилни премаз за обликовање који ће пружити јак контраст боја са околним материјалом, јер су испитивања показала да ово помаже особама слабог вида да се крећу у простору. Большинство тактильных покрытий доступно в различных цветах и материалах, что позволяет легко добиться хорошего цветового контраста при соответствующем выборе тактильного покрытия.

## Јапан
Иако су тактилни премази први пут постављени у Окајами 18. марта 1967. године и били су широко распрострањени у целом Јапану, тактилни премази нису били стандардизовани по јапанским индустријским стандардима (ЈИС) до 2001. године. Систем Брајевих блокова постепено се шири од града Окајама, до Осаке и Кјота, али први пут у Осаки су Брајеви блокови постављени на станици Абико 1970. године. Поред тога, биро за аутоцесте у Токију такође је одлучио да инсталира овај систем, а он се проширио по Јапану. Од касних 1990-их, некадашњи Технолошки центар за процену производа Министарства међународне трговине и индустрије истражио је оптимални облик врсте тактилног премаза и 2001. године га стандардизовао као јапански индустријски стандард (ЈИС Т 9251). Поред тога, Брајеви блокови су се проширили у многим земљама због корисности, али проблем је што се облик и начин полагања разликују у различитим земљама, а први међународни стандард ИСО 23599 усвојен је тек 2012. године. Линијски водљиви блокови са тактилним премазом инсталирани су на скоро свим конгресима у Јапану. Линеарни водилни блокови прекривени тактилима постављају се на тротоаре и пешачке прелазе, које често користе особе са оштећењима вида, на путевима као што су руте између возила и зграда, као што су болнице, школе за слабовидне особе, друштвени центри, велики тржни центри, пословне зграде и тако даље.
Након усвајања закона у Јапану „о подстицању истраживања и развоја и промоције опреме за социјално осигурање“ 1993. године, „Брајеви блокови“ су добили назив „Навигацијски блокови за слабовидне особе“. Име Брајев блок није регистровани заштитни знак.
Од 1994. године, јапански закон захтева зграде са површином већом од 2.000 м² да инсталирају и одржавају тактилне облоге поред степеница, рампи, ескалатора и главних шетница. Школе, болнице, позоришта, арене, друштвени центри, изложбене дворане, робне куће, хотели, канцеларије, стамбене зграде или старачки домови са површином мањом од 2000 м² требало би да потроше разумне напоре на постављању и одржавању тактилног покривача унутар зграде, али није потребно да се поставља. Првобитни закон је 2006. замењен другим законом.
Такође, према закону, сви транзитни објекти у Јапану морају имати линеарне тактилне водилне блокове који повезују стазу од јавног улаза до зоне слетања. Све степенице, степенице и рампе морају бити означене тактилним тактилним блоковима упозорења. У Јапану све железничке станице имају тактилни премаз. Платформа железничке станице на аеродрому изузета је од постављања тактилног премаза уколико је на њега постављена ограда и испуњени други технички захтеви. Зоне слетања за путничке трајекте такође су ослобођене ако је зона изложена таласима. У Јапану, готово свуда у градовима, местима и селима, ради помагања оријентације у простору за особе са оштећењима вида, тактилна покривеност је постављена у административним, јавним и привредним зградама и на улици око њих, на тротоару поред друмова, на пешачким прелазима, степеницама и сл. покретне степенице, рампе, станице за јавни превоз, перони и шине.
Боја „Брајевог блока” у Јапану је најчешће жута. У прошлости се често користила сива, али да би људима са слабим видом олакшали проналазак тактилног премаза, коришћена је жута боја.
- Линеарни водичи ниског профила постављени на прометним пешачким прелазима у Јапану.
- JIS је савремени стандардни тактилни премаз у Јапану.
- Стари тактилни премаз који не задовољава тренутни JIS стандард.
- Тактилни премази постављени су на платформи јапанске железничке станице. Линеарни водећи блокови са избоченом јединственом траком на дну слике означавају границу сигурне "унутрашње" стране платформе супротно од стране на којој се налазе шине.
- Тактилни премаз у комбинацији са клизним вратима платформе.
- Преносиви Брајеви блокови користе се за блокирање приступа ескалатору током одржавања.
- Постављање тактилног премаза на тротоар.
- Тактилни премаз с уграђеним ЛЕД лампицама за особе са оштећењем вида.
- Тактилни прекривач пре и после стилизованог поклопца шахтова током Зимских олимпијских игара 1998. у Нагану.
- Брајеви блокови пред станицом Арамото, у граду Хигашиосака.
- Блокови пред станицом Кашивамори, у граду Фусо.
- Блокови у близини градске већнице града Фусо.
- Линеарни блокови у области Намики, у префектури Саитама.

## Стандарди
- ISO/FDIS 23599,Assistive products for blind and vision-impaired persons—Tactile walking surface indicators.
- CEN/TS 15209, Tactile paving surface indicators produced from concrete, clay and stone
- Internal measures are not harmonized with the technical standards
- Аустралија / Нови Зеланд AS/NZS 1428.4:2002 Design for access and mobility - Tactile indicators
- Немачка DIN 32984: 2018-06 Bodenindikatoren im öffentlichen Raum (Entwurf)
- Нова зеландија NZTA RTS14 Guidelines for facilities for blind and vision impaired pedestrians
- Пољска Wytyczne architektoniczne dla kolejowych obiektów obsługi podróżnych Ipi- 1. Polskie Linie Kolejowe S.A (Architectural guidelines for rail passenger service facilities Ipi- 1. Polish Railway Lines S.A.)
- УК BS 7997:2003 Products for tactile paving surface indicators. Specification
- Јапан JIS T 9251:2001 Dimensions and patterns of raised of parts of tactile ground surface indicators for blind persons

## Критика
Аргументи су изнети у корист чињенице да се новац потрошен на уградњу тактилног премаза може много боље потрошити на друга побољшања која су заправо потребна особама са оштећењима вида, попут бржег поправљања оштећеног премаза, и да треба више размишљати о уравнотежењу потреба пешака са оштећењима вида и пешака са инвалидитетом, као што су корисници у инвалидским колицима.
Постоји ризик да се заглави у тактилном прекривању инвалидских колица, постоји ризик од наилажења на тактилни премаз, а за време кише или ниских температура на улици Брајеви блокови постају клизави. Ако се боја блокова подудара с бојама у околини, људима са слабим видом може бити тешко да препознају тактилни премаз. Предлаже се да ако постоји више типова блокова због разлика између железничких компанија и локалних самоуправа, а често је неколико врста тактилног премаза инсталирано на истој железничкој станици. Ако постоји велики број избочења, тешко је разликовати Брајеве блокове од платформе.